# James McAvoy

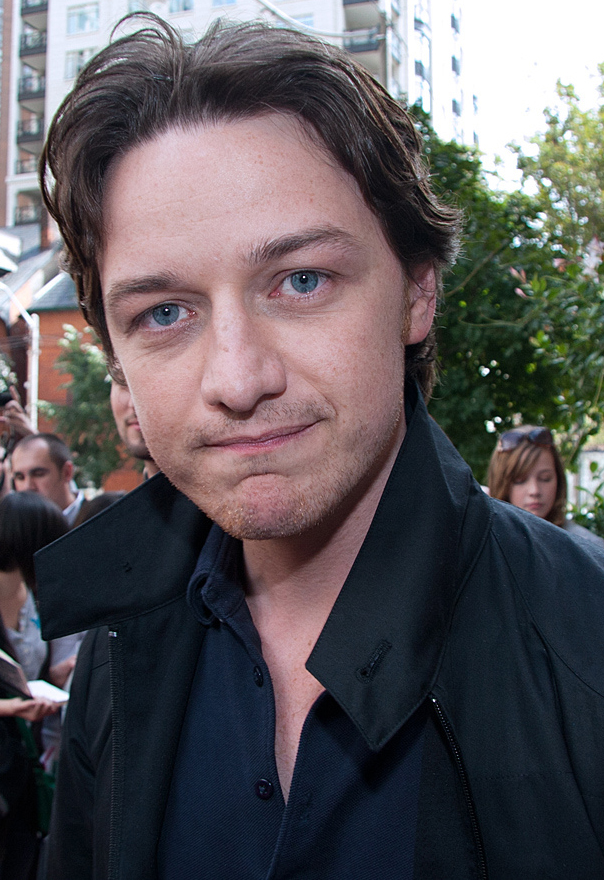
James McAvoy la ediția din 2010 a Festivalului Internațional de Film din Toronto.

Andrew James McAvoy (n. 21 aprilie 1979) este un actor scoțian, cunoscut pe ecran pentru rolurile sale în Ultimul rege al Scoției, Cronicile din Narnia: Leul, vrăjitoarea și dulapul, Penelope, Wanted, Herbert, Copiii lui Frank de Dune, Becoming Jane, și serialul de televiziune britanic Shameless și Early Doors. În 2011 a jucat rolul profesorului Xavier în filmul artistic X-Men:The first class.
McAvoy a câștigat premiul BAFTA Rising Star Award și BAFTA Scoția. El a fost de asemenea nominalizat pentru un premiu ALFS, două BAFTA Awards, un European Film Award, și un „Glob de Aur".
De asemenea, el este vocea lui Gnomeo, în filmele Gnomeo și Julieta și Sherlock Gnomes, niște remake-uri comice după „Romeo și Julieta”.

## Viața personală
Filmând pentru Shameless, James a început o relație amoroasă cu Anne-Marie Duff, co-protagonista sa din serial, și s-au căsătorit pe 11 noiembrie 2006 într-o ceremonie restrânsă. Împreună au un fiu numit Brendan (n. 2010). Pe 13 mai 2016, McAvoy și Duff au anunțat împreună decizia lor unanimă de a divorța.
Înafară de actorie, printre interesele lui McAvoy sunt fotbalul și lucrurile legate de science fiction.

## Filmografie

### Film
| An   | Titlu                                                          | Rol                             | Note                            |
| ---- | -------------------------------------------------------------- | ------------------------------- | ------------------------------- |
| 1995 | The Near Room                                                  | Kevin Savage                    |                                 |
| 1997 | An Angel Passes By                                             | Local boy                       | Scurtmetraj                     |
| 1997 | Regeneration                                                   | Anthony Balfour                 |                                 |
| 2001 | Swimming Pool                                                  | Mike                            |                                 |
| 2003 | Bright Young Things                                            | The Earl of Balcairn            |                                 |
| 2003 | Bollywood Queen                                                | Jay                             |                                 |
| 2004 | Wimbledon                                                      | Carl Colt                       |                                 |
| 2004 | Strings                                                        | Hal Tara                        | Rol de voce                     |
| 2004 | Inside I'm Dancing                                             | Rory O'Shea                     |                                 |
| 2005 | The Chronicles of Narnia: The Lion, the Witch and the Wardrobe | Mr. Tumnus                      |                                 |
| 2006 | The Last King of Scotland                                      | Dr. Nicholas Garrigan           |                                 |
| 2006 | Starter for 10                                                 | Brian Jackson                   |                                 |
| 2007 | Becoming Jane                                                  | Thomas Langlois Lefroy          |                                 |
| 2007 | Penelope                                                       | Johnny Martin/Max Campion       |                                 |
| 2007 | Atonement                                                      | Robbie Turner                   |                                 |
| 2008 | Wanted                                                         | Wesley A. Gibson                |                                 |
| 2009 | The Last Station                                               | Valentin Bulgakov               |                                 |
| 2011 | Gnomeo and Juliet                                              | Gnomeo                          | Rol de voce                     |
| 2011 | The Conspirator                                                | Frederick Aiken                 |                                 |
| 2011 | X-Men: First Class                                             | Charles Xavier / Professor X    |                                 |
| 2011 | Arthur Christmas                                               | Arthur                          | Rol de voce                     |
| 2013 | Welcome to the Punch                                           | Max Lewinsky                    |                                 |
| 2013 | Trance                                                         | Simon Newton                    |                                 |
| 2013 | Filth                                                          | Bruce Robertson                 |                                 |
| 2014 | Muppets Most Wanted                                            | Delivery Man                    | Cameo                           |
| 2014 | X-Men: Days of Future Past                                     | Charles Xavier / Professor X    | Rol împărțit cu Patrick Stewart |
| 2014 | The Disappearance of Eleanor Rigby                             | Conor Ludlow                    |                                 |
| 2015 | Victor Frankenstein                                            | Victor Frankenstein             |                                 |
| 2016 | X-Men: Apocalypse                                              | Charles Xavier / Professor X    |                                 |
| 2016 | Split                                                          | Kevin Wendell Crumb / The Horde |                                 |
| 2017 | Atomic Blonde                                                  | David Percival                  |                                 |
| 2017 | Submergence                                                    | James Moore                     |                                 |
| 2018 | Sherlock Gnomes                                                | Gnomeo                          | Rol de voce ; Post-productie    |
| 2018 | X-Men: Dark Phoenix                                            | Charles Xavier / Professor X    | Post-productie                  |
| 2019 | Glass                                                          | Kevin Wendell Crumb / The Horde | Post-productie                  |

### Televiziune
| An      | Titlu                              | Rol                          | Note                         |
| ------- | ---------------------------------- | ---------------------------- | ---------------------------- |
| 1997    | The Bill                           | Gavin Donald                 | Episodul: "Rent"             |
| 2001    | Band of Brothers                   | Pvt. James W. Miller         | Episodul: "Replacements"     |
| 2001    | Lorna Doone                        | Sergeant Bloxham             | Film TV                      |
| 2001    | Murder in Mind                     | Martin Vosper                | Episodul: "Teacher"          |
| 2002    | White Teeth                        | Josh Malfen                  | 2 episoade                   |
| 2002    | The Inspector Lynley Mysteries     | Gowan Ross                   | Episodul: "Payment in Blood" |
| 2002    | Foyle's War                        | Ray Pritchard                | Episodul: "The German Woman" |
| 2003    | Frank Herbert's Children of Dune   | Leto II Atreides             | 3 episoade                   |
| 2003    | State of Play                      | Dan Foster                   | 6 episoade                   |
| 2003    | Early Doors                        | Liam                         | 4 episoade                   |
| 2004–05 | Shameless                          | Steve McBride                |                              |
| 2005    | ShakespeaRe-Told                   | Joe Macbeth                  | Episodul: "Macbeth"          |
| 2009–10 | Angelina Ballerina: The Next Steps | Mr. Maurice Mouseling (voce) | Serial TV                    |
| 2017    | Watership Down                     | Hazel (voce)                 | Miniserie                    |

### Teatru
| An   | Titlu                      | Rol                    | Clădire                                                                                                 |
| ---- | -------------------------- | ---------------------- | --- |
|      | The Tempest                | Ferdinand              | Brunton Theatre                                                                                         |
|      | West Side Story            | Riff                   | Courtyard Centre for the Arts Hereford                                                                  |
|      | Romeo and Juliet           | Romeo                  | Courtyard Centre for the Arts Hereford                                                                  |
|      | Beauty and the Beast       | Bobby Buckfast         | Adam Smith Theatre                                                                                      |
| 2000 | The Reel of the Hanged Man | Gerald                 | Traverse Theatre                                                                                        |
|      | Lovers                     | Joe                    | Royal Lyceum Theatre                                                                                    |
| 2001 | Out In The Open            | Iggy                   | Hampstead Theatre                                                                                       |
| 2001 | Privates on Parade         | Private Steven Flowers | Donmar Warehouse                                                                                        |
| 2005 | Breathing Corpses          | Ben                    | Royal Court Theatre                                                                                     |
| 2009 | Three Days of Rain         | Walker & Ned           | Apollo Theatre Nominated—Laurence Olivier Award for Best Actor                                          |
| 2013 | Macbeth                    | Macbeth                | Trafalgar Studios Nominated—Laurence Olivier Award for Best Actor                                       |
| 2015 | The Ruling Class           | Jack Gurney            | Trafalgar Studios Evening Standard Award for Best Actor Nominated—Laurence Olivier Award for Best Actor |

### Jocuri video
| An   | Titlu   | Rol               | Note |
| ---- | ------- | ----------------- | ---- |
| 2016 | F1 2016 | Team radio (voce) |      |